# Luhyňa
Luhyňa est un village de Slovaquie situé dans la région de Košice.

## Microrégion
Luhyňa fait partie depuis 2007 de la microrégion de Roňava. les autres villages faisant partie de la microrégion sont Brezina, Byšta, Čeľovce, Egreš, Kazimír, Kuzmice, Lastovce, Michaľany (siège), Nižný Žipov, Slivník, Stanča, Veľaty et Zemplínska Nová Ves. Le nom Roňava provient de la rivière homonyme affuente du Bodrog.

## Histoire
La première mention écrite du village date de 1263.
La localité fut annexée par la Hongrie après le premier arbitrage de Vienne le 2 novembre 1938. En 1938, on comptait 533 habitants dont 25 d'origines juives. Elle faisait partie du district de Sátoraljaújhely (hongrois : Sátoraljaújhelyi járás). Le nom de la localité avant la Seconde Guerre mondiale était Legiňa. Durant la période 1938 -1945, le nom hongrois Legenye était d'usage. À la libération, la commune a été réintégrée dans la Tchécoslovaquie reconstituée.

## Démographie

### Évolution de la population
| Année:               | 1994. | 2004.    | 2014. | 2024.   |
| -------------------- | ----- | -------- | ----- | ------- |
| Nombre de personnes: | 351   | 313      | 313   | 294     |
| Différence:          |       | -10,82 % | +0 %  | -6,07 % |

| Année:               | 2023. | 2024.   |
| -------------------- | ----- | ------- |
| Nombre de personnes: | 301   | 294     |
| Différence:          |       | -2,32 % |